# Barena

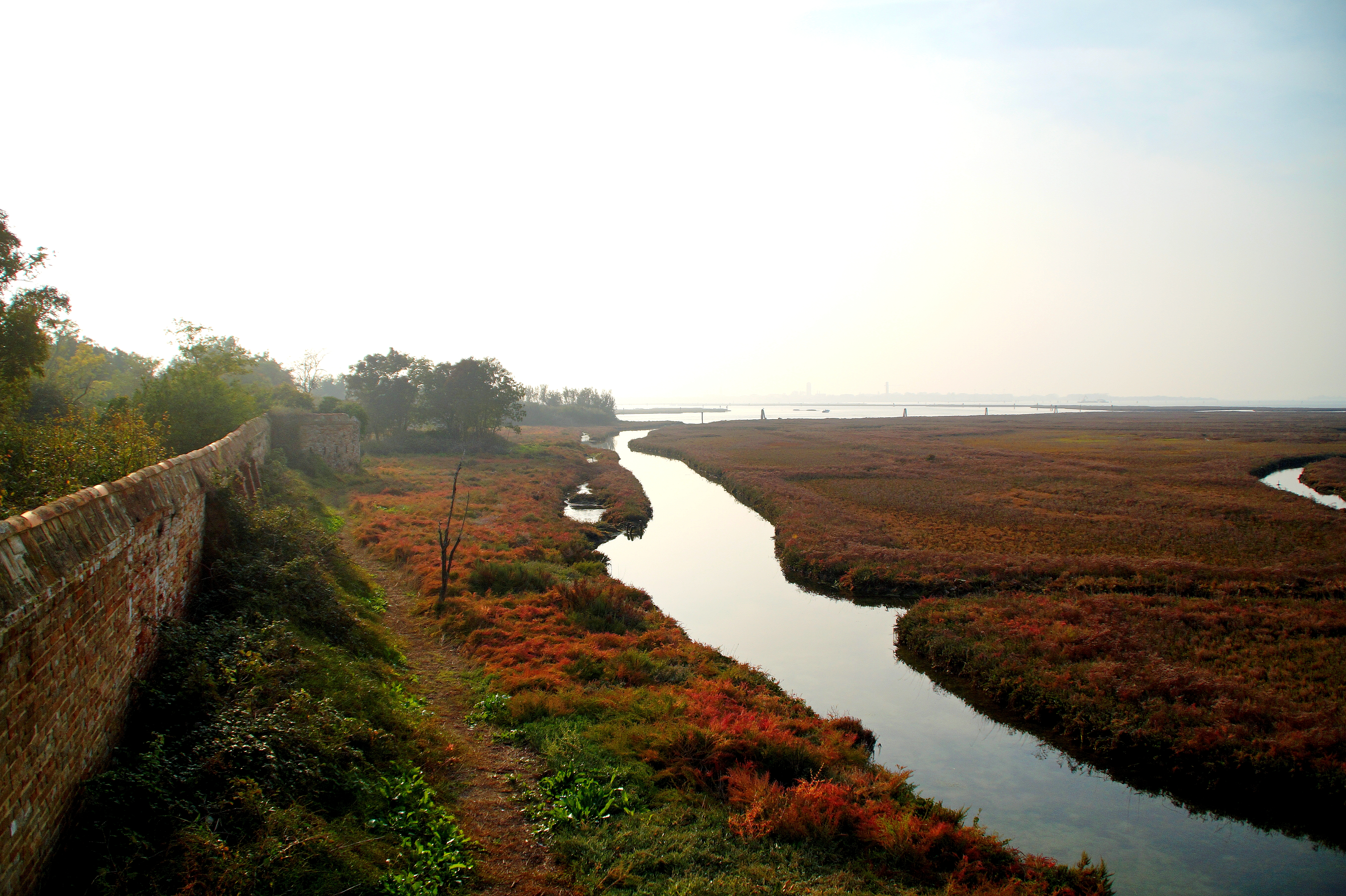
Die Barena nordwestlich der Laguneninsel Lazzaretto Nuovo

Eine Barena (häufig im Plural als Barene) ist eine für die Lagune von Venedig typische Form der Salzmarschen. Es handelt sich um morastige Gebiete, die regelmäßig vom Hochwasser überschwemmt werden und die die Grenze zwischen Meer und Festland bilden. Die Lagune selbst bildet bereits einen Übergang zwischen Festland und Salzwasser. Das zugrundeliegende venezianische Wort ist baro, das Sträucher oder Gebüsch bezeichnet. Die durchschnittliche Höhe der Salzmarschen über dem Meeresspiegel liegt zwischen 10 und 32 cm, die meisten liegen über 24 cm. Sie sind meist von natürlichen Kanälen durchzogen, die man in Venedig Ghebi (Einzahl: Ghebo) nennt.

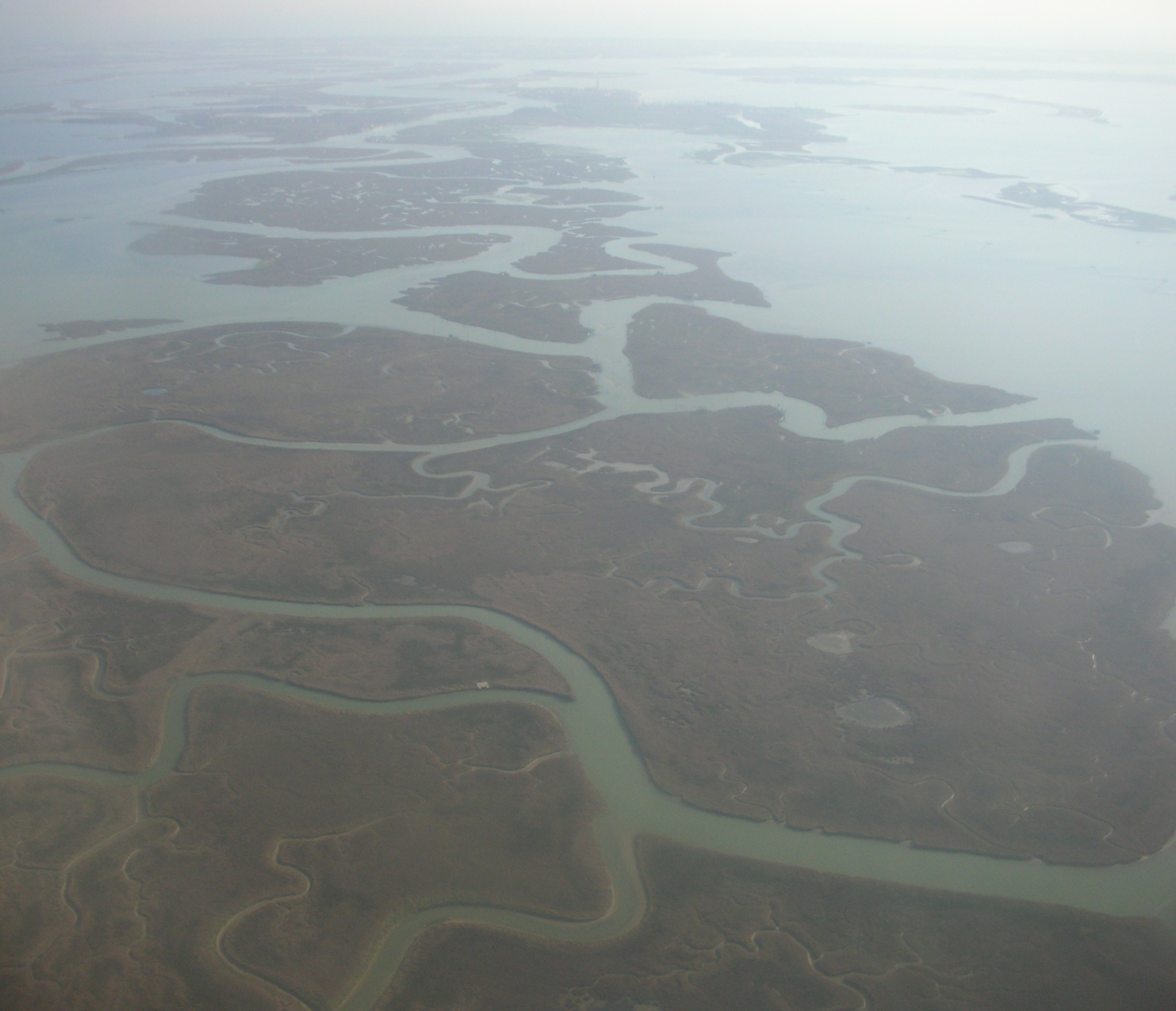
Barenenlandschaft mit den charakteristischen Ghebi.

Die Barene bedeckten in der Lagune früher ein Gebiet von mehr als 90 km², vor zehn Jahren waren es noch 47,5. Dabei befinden sich die meisten Marschen im Nordosten und im Südwesten der Lagune. Barene entstanden überwiegend an den Rändern der Lagune. Einige befinden sich an den früheren Einmündungen der Flüsse in die Lagune. Hinzu kommen kleinere Barene an einigen Kanälen und alte Barene, die inzwischen tiefer unter Wasser liegen oder trockengelegt wurden.
Bei Hochwasser mindern die Barene zum einen den Wellenschlag, zum anderen bieten sie Raum für das in die Lagune eindringende Wasser. Damit entlasten sie die besiedelten Gebiete, insbesondere die Altstadt und die mehr als 60 Inseln der Lagune. Sie sind allerdings durch die Vertiefung der Kanäle und durch den harten Wellenschlag der Motorboote sowie durch Abwässer gefährdet. Als in den 1990er-Jahren begonnen wurde, die Kanäle der Stadt von Giften, Schlamm und Algen zu befreien, wurde ein Teil des Schlamms gereinigt und in die Barene gepumpt, um diese durch Erosion gefährdeten Biotope zu sichern. Inzwischen verschont man die Barene jedoch von solchen Versuchen und entwickelt strömungsgerechte Sicherungen für die besonders gefährdeten Ränder der Barene.

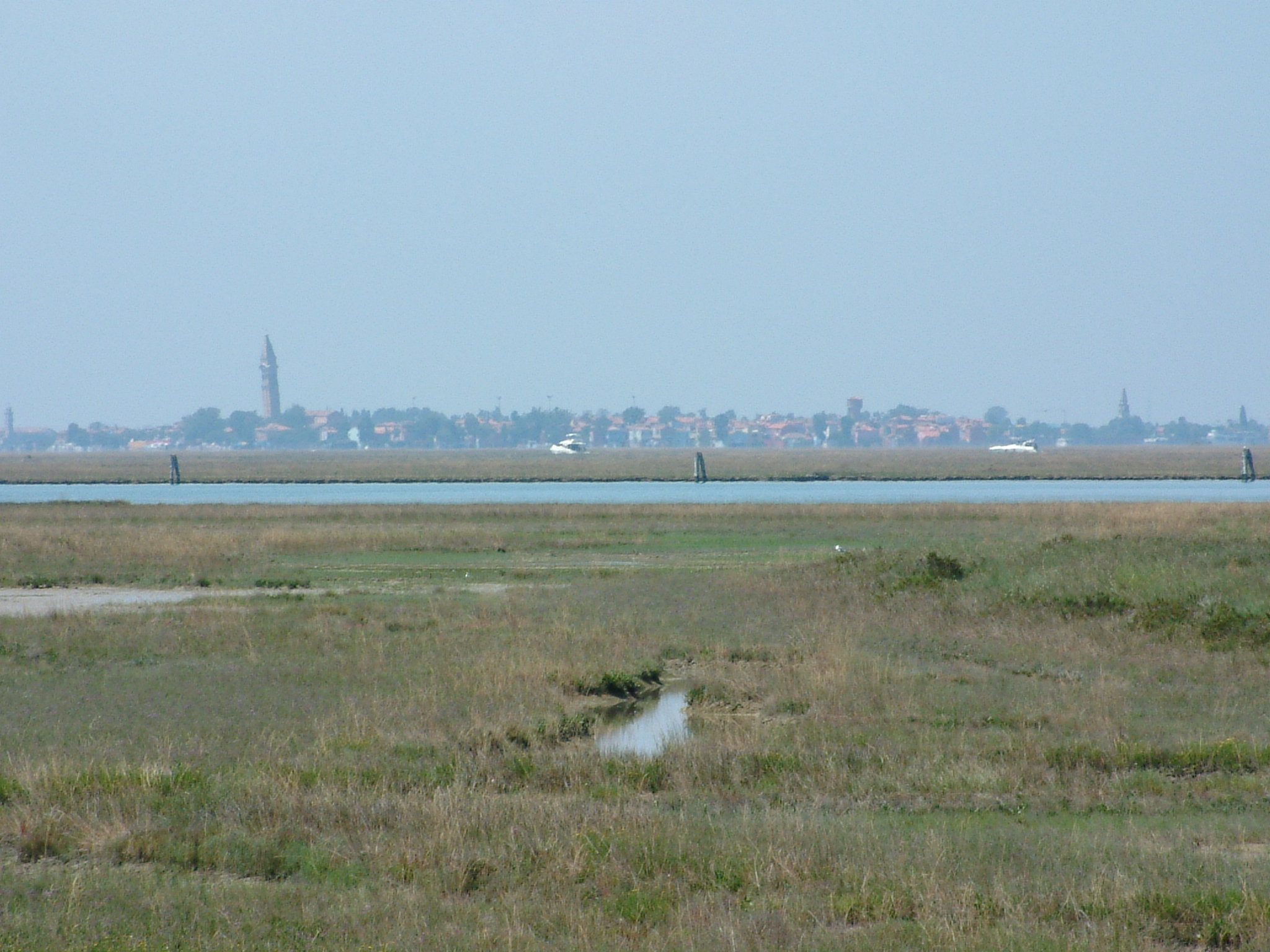
Barena

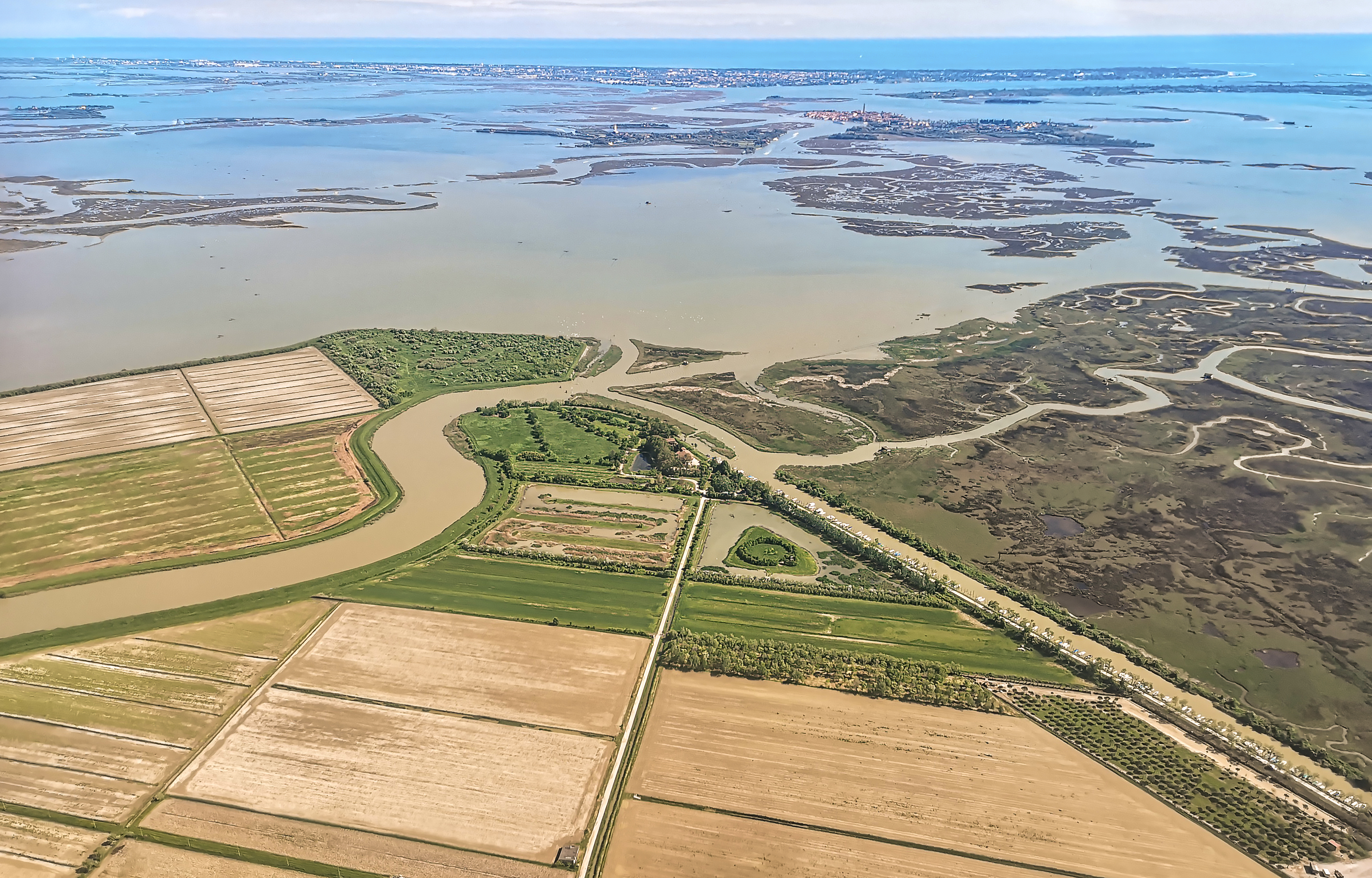
Salzmarsch Palude Pagliaga nördlich der Insel Torcello neben Ackerflächen an der Mündung des Flusses Dese

Nur salztolerante Pflanzen können hier überleben. Hinzu kommen zahlreiche Vogelarten, die auf diese Art der Salzmarschen angewiesen sind.
Das Gegenstück zu den häufig überschwemmten Barene sind die Velme, Untiefen, die keine Vegetation tragen, weil sie nur bei sehr tiefem Wasserstand auftauchen.

## Belege
1. ↑  barene, velme e fondali. (Memento vom 31. Juli 2013 im Internet Archive) Sal.Ve
2. ↑  William S. Kearney, Sergio Fagherazzi: Salt marsh vegetation promotes efficient tidal channel networks, Nature, 19. Juli 2016.